# Gabriel Faci Abad
Gabriel Faci Abad (Monegrillo, 1878-ibídem, 1932) fue un farmacéutico y fotógrafo aficionado aragonés, uno de los miembros fundadores de la Real Sociedad Fotográfica de Zaragoza.
Organizó en Villanúa la defensa del pueblo contra una riada. Ayudó durante un accidente de autobús, y colaboró con la reshabilitación de las Cuevas de las Güixas. Por eso hay una calle en su honor: “Calle Gabriel Faci Abad”, cuya placa de cerámica fue realizada por su nieta y pintora Carmen Faci

## Biografía
Junto con su hermano Miguel Faci desarrollaron su afición por la fotografía. Al parecer, Gabriel no se prodigó en la realización de fotografías, pero adquirió notables conocimientos técnicos que enseñó a los amigos que compartían la misma vocación fotográfica. Pasaba más tiempo en su farmacia familiar, situada en el Coso Zaragozano, donde actualmente está el hotel Reino de Aragón, y gracias a esta profesión podía explicar mejor los conocimientos químicos. Cabe destacar que en el discurso fundacional de Real Sociedad Fotográfica de Zaragoza, el presidente de la sociedad, Manuel Lorenzo Pardo dijo, que Faci les iba a hablar sobre química fotográfica, calidad de los productos y su conservación, adulteraciones más frecuentes y manipulaciones más usuales.
Murió en su ciudad natal en 1932.

## Obra
Es una obra que consta de 511 fotografías, que actualmente se encuentran en la Diputación Provincial de Zaragoza gracias a las donaciones de la familia, su obra es diversa, aunque refleja la vida burguesa del siglo XX.